# لوئیس ارنستو پرز
لوئیس ارنستو پرز (انگلیسی: Luis Ernesto Pérez؛ زادهٔ ۱۲ ژانویهٔ ۱۹۸۱) یک بازیکن فوتبال اهل مکزیک است. 
وی همچنین در تیم ملی فوتبال مکزیک بازی کرده‌است.